# جيمس بيكر (لاعب كريكت)
جيمس بيكر (بالإنجليزية: James Baker)‏ (16 فبراير 1988 في نيوزيلندا - ) هو لاعب كريكت نيوزلندي. لعب مع Northern Districts men's cricket team ‏.

## وصلات خارجية
- جيمس بيكر على موقع إي آس بي آن كريك إنفو (الإنجليزية)